# Hexatrygon
Genre
Hexatrygon est un genre de raie de la famille des Hexatrygonidae, vivant en eaux profondes.

## Liste des espèces
Selon World Register of Marine Species (27 juillet 2015), FishBase (27 juillet 2015) et ITIS (27 juillet 2015) :
- Hexatrygon bickelli Heemstra et Smith, 1980